# Nordwestkaukasische Sprachen

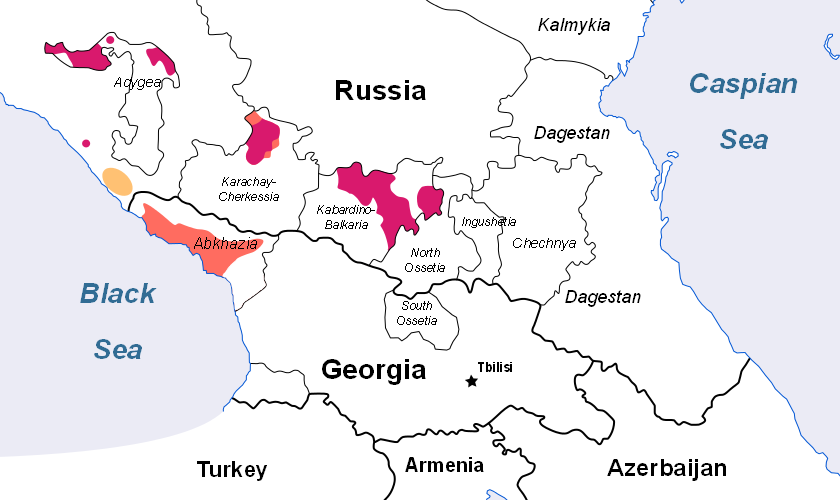
Verbreitungsgebiete der Nordwestkaukasischen Sprachen im westlichen Kaukasus.
Tscherkessische Dialekte in der Gegenwart
Abchasische und abasinische (im Norden) Dialekte in der Gegenwart
Ubychisch bis zum 19. Jahrhundert

Die nordwestkaukasischen Sprachen, auch Westkaukasisch, Abchasisch-Adygeisch, oder manchmal Pontisch genannt (im Gegensatz zum Kaspischen für die nordostkaukasischen Sprachen), sind eine Sprachfamilie, die ursprünglich in der nordwestlichen Kaukasusregion gesprochen wird, hauptsächlich in drei russischen Republiken (Adygeja, Kabardino-Balkarien, Karatschai-Tscherkessien) und dem umstrittenen Territorium Abchasiens (dessen Souveränität von Georgien beansprucht wird) und seit dem 19. Jahrhundert zahlreicher in der Diaspora, besonders in der Türkei, mit kleineren Gemeinden in Vorderasien.
Die Beziehung dieser Sprachfamilie zu anderen Sprachfamilien ist ungewiss. Der linguistische Komplex der kaukasischen Sprachen, also aller Sprachen der Kaukasusregion, die nicht zu den ebenfalls dort vorkommenden Sprachfamilien der Turksprachen und indogermanischen Sprachen gehören, wird bereits seit dem 19. Jahrhundert in der Kaukasiologie als drei Sprachfamilien klassifiziert: die Nordwestkaukasische oder Abchasisch-Adygeische Sprachfamilie, die Nordostkaukasische oder Nachisch-Dagestanische Sprachfamilie und die Südkaukasische oder Kartwelische Sprachfamilie. Alle drei Sprachfamilien sind wohl bereits seit einigen Jahrtausenden in der Kaukasusregion autochthon, wurden also schon verwendet, bevor sich in einigen Teilregionen Turksprachen oder indogermanische Sprachen etablierten.

## Sprachsituation
Eine nordwestkaukasische Sprache, Ubychisch, ist 1992 ausgestorben, während alle anderen Sprachen von der UNESCO als „verwundbar“, „gefährdet“ oder „stark gefährdet“ einstuft werden. Allerdings sind sie im Kaukasus im regionalen Rahmen seit frühsowjetischer Zeit als Amts- und Schulsprachen (bis hin zur Unterrichtssprache an Universitäten in Sochumi, Maikop und Naltschik) mit eigenem Verlagswesen, Printmedien und TV-Stationen gut aufgestellt, weshalb sich hier nur in wenigen Regionen ihre Verdrängung beobachten lässt. Die Etablierung als Schriftsprachen wirkt seit der Öffnung der Sowjetunion auch in der zahlreicheren Diaspora als Vorbild, wo seit dem 19. Jahrhundert die Sprachen stärker zurückgedrängt wurden und meist nur in Dörfern mit vorwiegender Bevölkerung aus Sprechern einer der nordwestkaukasischen Sprachen als gesprochene Sprachen überlebt hatten. Dort werden die Sprachen heute auch meist in der aus dem Kaukasus übernommenen kyrillischen Schrift geschrieben.

## Systematik
Die nordwestkaukasischen Sprachen lassen sich in drei Zweige unterteilen, von denen einer ausgestorben ist, zu den anderen beiden gehören mehrere traditionelle Dialekte, aus denen erst im 20. Jahrhundert jeweils zwei etablierte Schriftsprachen geformt wurden:
- Abchasisch-Abasinisch
  - Abchasisch (105.000)
  - Abasinisch (45.000)
- Tscherkessisch-Ubychisch
  - Tscherkessisch
    - Kabardinisch (Ost-Tscherkessisch) (650.000)
    - Adygeisch (West-Tscherkessisch) (300.000)

  - Ubychisch
    - Ubychisch †

Die zwei bzw. (bei genauerer Klassifikation) drei abchasischen und zwei bzw. (mit Diaspora) drei abasinischen Dialekte des abchasisch-abasinischen Zweiges haben sich sprachhistorisch erst etwa seit dem 13. Jahrhundert auseinanderentwickelt, manchmal wesentlich später (abasinischer Aschqar-Dialekt seit dem 18. Jahrhundert) und sind deshalb untereinander teilweise verständlich. Ebenso nahe stehen sich gegenseitig die sechs bzw. (bei genauerer Klassifikation und Zählung der nur noch in der Diaspora gesprochenen Dialekte) zwölf Dialekte des tscherkessischen Zweiges, die sich auch etwa seit dem 13./14. Jahrhundert auseinander entwickelten.
Die beiden Hauptzweige der nordwestkaukasischen Sprachfamilie, der abchasisch-abasinische und der tscherkessische (adygische) sind dagegen seit etwa 3000–5000 Jahren voneinander getrennt und wechselseitig kaum verständlich. Die historische Stellung des Ubychischen als mittlerer, dem Tscherkessischen aber etwas näher stehender Zweig, ist umstritten. Für einige Forscher hat es sich später vom tscherkessischen Zweig entfernt, für viele Forscher dagegen vom abchasisch-abasinischen Zweig, näherte sich aber durch lange Sprachkontakte den tscherkessischen Dialekten an.